# Clambus minutus
Clambus minutus är en skalbaggsart som först beskrevs av Sturm 1807.  Clambus minutus ingår i släktet Clambus, och familjen dvärgkulbaggar. Arten har ej påträffats i Sverige.